# Rousillac
Rousillac es una localidad de Trinidad y Tobago, que forma parte de la región de Siparia.

## Geografía
La localidad abarca parte de la isla Trinidad y limita al norte con el golfo de Paria, al sur con Cochrane, al este con Aripero Village yMon Desir-Silver Stream y al oeste con Point d'Or, Chinese Village, Sobo Village y Vance River.

## Demografía
Datos demográficos de la localidad de Rousillac:
| Gráfica de evolución demográfica de Rousillac entre 2000 y 2011 |
|                                                                 |